# Eremalche rotundifolia
Espèce
Eremalche rotundifolia est une espèce de plante des zones désertiques du sud-ouest des États-Unis. Elle appartient à la famille des Malvaceae et produit des fleurs roses.

## Description morphologique

### Appareil végétatif
Cette plante annuelle mesure de 10 à 60 cm de hauteur et peut atteindre jusqu'à 1 m. Ses feuilles velues sont peu nombreuses, orbiculaires, légèrement dentelées, et ont de 2 à 5 cm de large.

### Appareil reproducteur
La floraison d'Eremalche rotundifolia a lieu entre mars et mai. L'inflorescence est une fleur solitaire portée à l'aisselle des feuilles, ou parfois une grappe terminale. Les fleurs ont entre 2 et 3 cm de largeur. Elles présentent 5 sépales de 10 à 12 mm de longueur et 5 pétales mauves (ou de couleur lilas) avec à la base une tache d'un rouge profond, de 15 à 25 mm de longueur. Les nombreuses étamines se soudent à la base, et forment un tube autour du style, long de 25 à 35 mm. Le fruit est un schizocarpe en forme de disque, de 9 à 12 mm de diamètre. Chaque méricarpe mesure environ 3 mm et a un aspect rugueux,.

## Répartition et habitat
Cette plante vit dans le sud-ouest américain, notamment dans les États de Californie, du Nevada et de l'Arizona.
C'est une plante des zones basses des plaines désertiques du sud des États-Unis. On la trouve entre - 50 et 1200 m d'altitude, mais plus couramment entre 30 et 500 m. Elle est souvent associée à la communauté végétale "Larrea tridentata",.

## Systématique
L'espèce a été décrite sous le nom Malvastrum rotundifolium en 1868 par le botaniste américain Asa Gray, dans "Proceedings of the American Academy of Arts and Sciences". Elle a été rebaptisée Malveopsis rotundifolia en 1891, par l'allemand Carl Ernst Otto Kuntze mais en 1906, Edward Lee Greene, botaniste américain, lui attribue dans "Leaflets of Botanical Observation and Criticism" le nom Eremalche rotundifolia qui est celui reconnu actuellement. En 1925, l'américain Willis Linn Jepson proposa l'appellation Sphaeralcea rotundifolia, qui est synonyme mais considérée comme non valide.